# Сулимовская улица
Улица Сулимовская - улица, существовавшая в Подольском районе города Киева, местность Сырец. Возникла в середине XX века, пролегала между нынешними улицами Елены Телиги и Бакинской. Название Сулимовская улица получила в 1955 году. Ликвидирована в 1961 году в связи с присоединением к улице Демьяна Бедного, которая с 1993 года называется улица Ольжича.

## История
Улица возникла в середине XX века под названием Новая. Название Сулимовская улица получила в 1955 году в соответствии с Решением исполнительного комитета Киевского городского Совета депутатов трудящихся от 5 июля 1955 года № 857 «О переименовании улиц г. Киева».
Ликвидированная в 1961 года в связи с присоединением к улице Демьяна Бедного, которая с 1993 года имеет название — улица Ольжича.